# Lamyra mouchai
Lamyra mouchai är en tvåvingeart som beskrevs av Hradsky 1985. Lamyra mouchai ingår i släktet Lamyra och familjen rovflugor. Inga underarter finns listade i Catalogue of Life.